# 지포스 7 시리즈

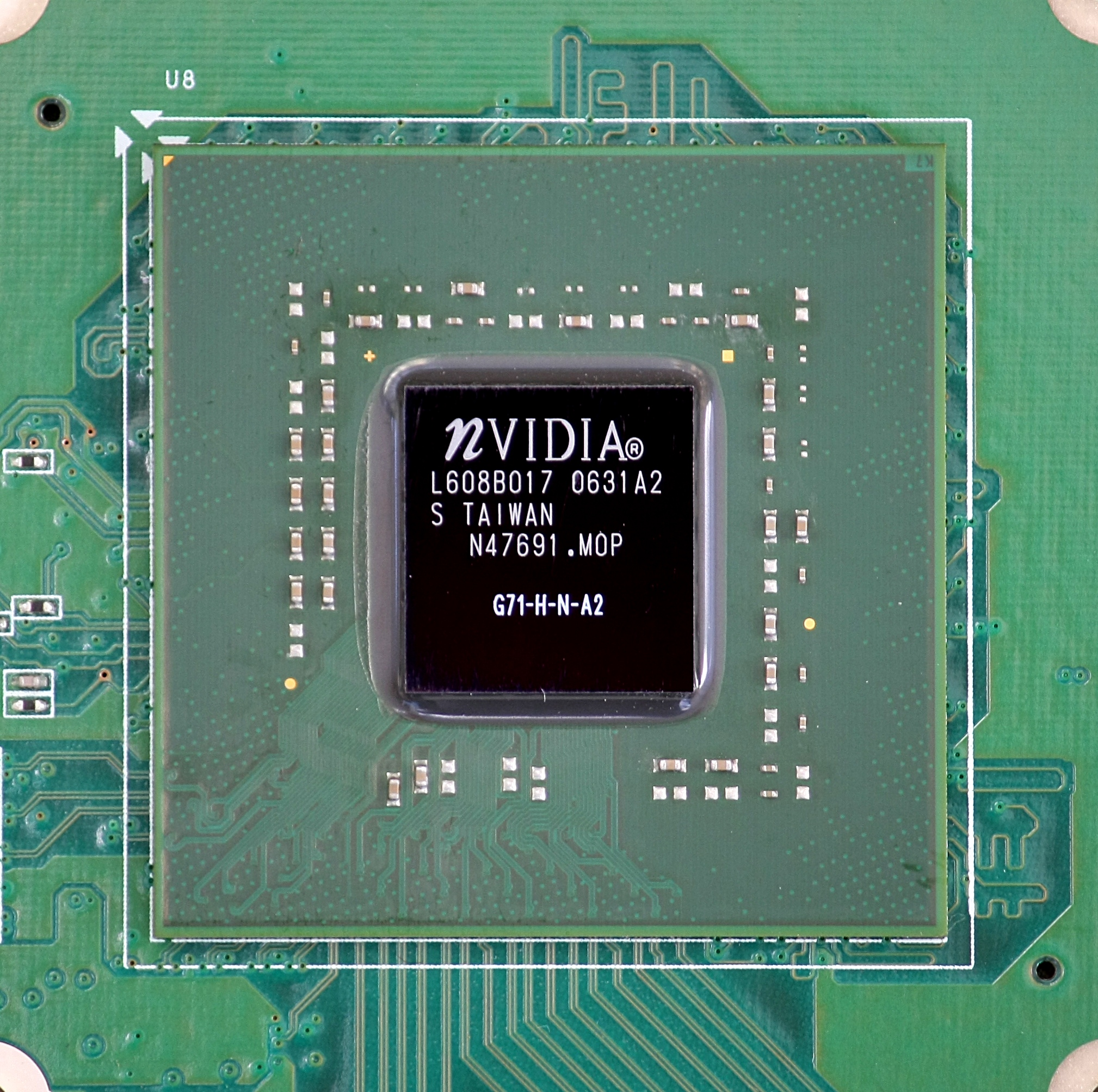
GPU 엔비디아 G71

지포스 7 시리즈(GeForce 7 Series)는 엔비디아의 지포스 그래픽 처리 장치 라인의 7세대이다. 이것은 AGP 카드에서 사용할 수 있었던 마지막 시리즈이다.
약간 수정된 지포스 7 기반 카드(7800GTX 기반)는 플레이스테이션 3에 내장된 RSX 리얼리티 신시사이저로 존재한다.

## 기능
다음 기능은 GCAA(감마 보정 안티앨리어싱)가 없는 지포스 7100을 제외한 지포스 7 시리즈의 모든 모델에 공통으로 적용된다.
- 인텔리샘플 4.0
- 스케일러블 링크 인터페이스 (SLI)
- 터보캐시
- 엔비디아 퓨어비디오

지포스 7은 H.264의 하드웨어 가속을 지원하지만, 이 기능은 어도비 플래시 플레이어가 지포스 8 시리즈가 나올 때까지 윈도우에서 사용되지 않았다.

## 지포스 7100 시리즈
7100 시리즈는 2006년 8월 30일에 출시되었으며 지포스 6200 시리즈 아키텍처를 기반으로 한다. 이 시리즈는 PCI 익스프레스 인터페이스만 지원한다. 7100 GS 모델만 사용할 수 있다.
기능
7100 시리즈는 ForceWare 91.47 드라이버 또는 그 이후 버전을 사용하는 경우 지포스 7 시리즈에 공통적인 모든 표준 기능을 지원하지만, OpenCL/CUDA 지원이 부족하고 IntelliSample 4.0 구현에는 GCAA가 없다.
7100 시리즈는 하이다이내믹레인지 렌더링(HDR) 및 UltraShadow II와 같은 기술을 지원하지 않는다.

### 지포스 7100 GS
7300 LE가 원래 지포스 7 라인업에서 "가장 낮은 예산" GPU로 의도되었지만, 7100 GS가 그 자리를 차지했다. 지포스 6200TC의 개선된 버전 이상으로, 칩셋에 통합 비디오 기능이 없는 경우 OEM이 사용할 수 있는 기본 PCI-e 솔루션으로 설계되었다. PCI 익스프레스 그래픽 버스와 최대 512MB DDR2 VRAM이 함께 제공된다.
성능 사양:
- 그래픽 버스: PCI 익스프레스
- 메모리 인터페이스: 64비트
- 메모리 대역폭: 5.3 GB/s
- 필레이트: 14억 화소/s
- 정점/s: 2억 6300만
- 메모리 유형: TC를 포함한 DDR2

## 지포스 7200 시리즈
7200 시리즈는 2006년 10월 8일에 출시되었으며 (G72) 아키텍처를 기반으로 한다. 통합 그래픽 솔루션에서 저비용 업그레이드를 제공하도록 설계되었다. 이 시리즈는 PCI 익스프레스 인터페이스만 지원한다. 7200 GS 모델만 사용할 수 있다.
기능
표준 지포스 7 시리즈 기능 외에 7200 시리즈는 다음 기능을 지원한다.
- 하이다이내믹레인지 렌더링
- UltraShadow II
- CineFX 4.0 엔진

그러나 7200 시리즈는 스케일러블 링크 인터페이스 (SLI)를 지원하지 않는다는 점에 유의해야 한다.

### 지포스 7200 GS
7200 GS는 7300 GS와 동일한 메모리 속도를 가지며, 코어 주파수는 7300 LE와 동일하다. 두 개의 픽셀 파이프라인이 있다. 엔비디아는 7200 GS의 성능이 최신 통합 그래픽보다 50% 높다고 밝혔다. 이는 지포스 7 시리즈 및 지포스 6 시리즈 중 가장 느린 카드이지만 HDR 및 엔비디아 퓨어비디오를 지원한다. 엔비디아 지포스 7200 GS 데스크탑 그래픽 처리 장치는 2006년 1월에 출시되었다. GPU는 2세대 CineFX 셰이딩 아키텍처를 사용하며 90 nm 기술 공정으로 제조된다. 카드의 그래픽 주파수는 450 MHz이다. 또한 2개의 픽셀 셰이더, 4개의 텍스처 유닛과 2개의 ROP를 갖추고 있다. 지포스 7200 GS는 256 MB의 DDR2 메모리를 내장하며 64비트 버스를 사용한다. 메모리는 400 MHz로 클럭되어 6.4 GB/s의 메모리 대역폭을 제공한다. GPU는 PCI 익스프레스 1.0 인터페이스를 지원하며 단일 마더보드 슬롯이 필요하다.

## 지포스 7300 시리즈
엔비디아는 7300 시리즈를 보급형 게임용 비디오 카드로 설계했다. 7300 GT, 7300 GS, 7300 LE, 7300 SE의 네 가지 모델이 출시되었다.
이 시리즈는 구형 지포스 6200 시리즈를 대체하기 위해 출시되었다.
기능
표준 지포스 7 시리즈 기능 외에 7300 시리즈는 다음 고급 기능을 지원한다.
- 하이다이내믹레인지 렌더링
- UltraShadow II
- CineFX 4.0 엔진

### 지포스 7300 SE
7300 SE는 7300 LE와 동일한 코어 주파수 및 메모리 속도를 사용하며 두 개의 정점 및 픽셀 셰이더를 가지고 있다. 여러 면에서 이 카드는 7100 GS보다 성능이 떨어지지만, HDR 지원은 유지한다.

### 지포스 7300 LE
7300 LE(LE는 light edition의 약자)는 7300 GS의 축소 버전이다. DDR2 메모리를 가지며 코어 클럭 속도가 약간 낮다(450 MHz 대 550 MHz). PCI 익스프레스 인터페이스에서만 사용할 수 있다. ASUS는 7300 LE 코어를 기반으로 한 7300 시리즈 카드를 생산했으며, 450 MHz가 아닌 580 MHz로 작동한다.

### 지포스 7300 GS

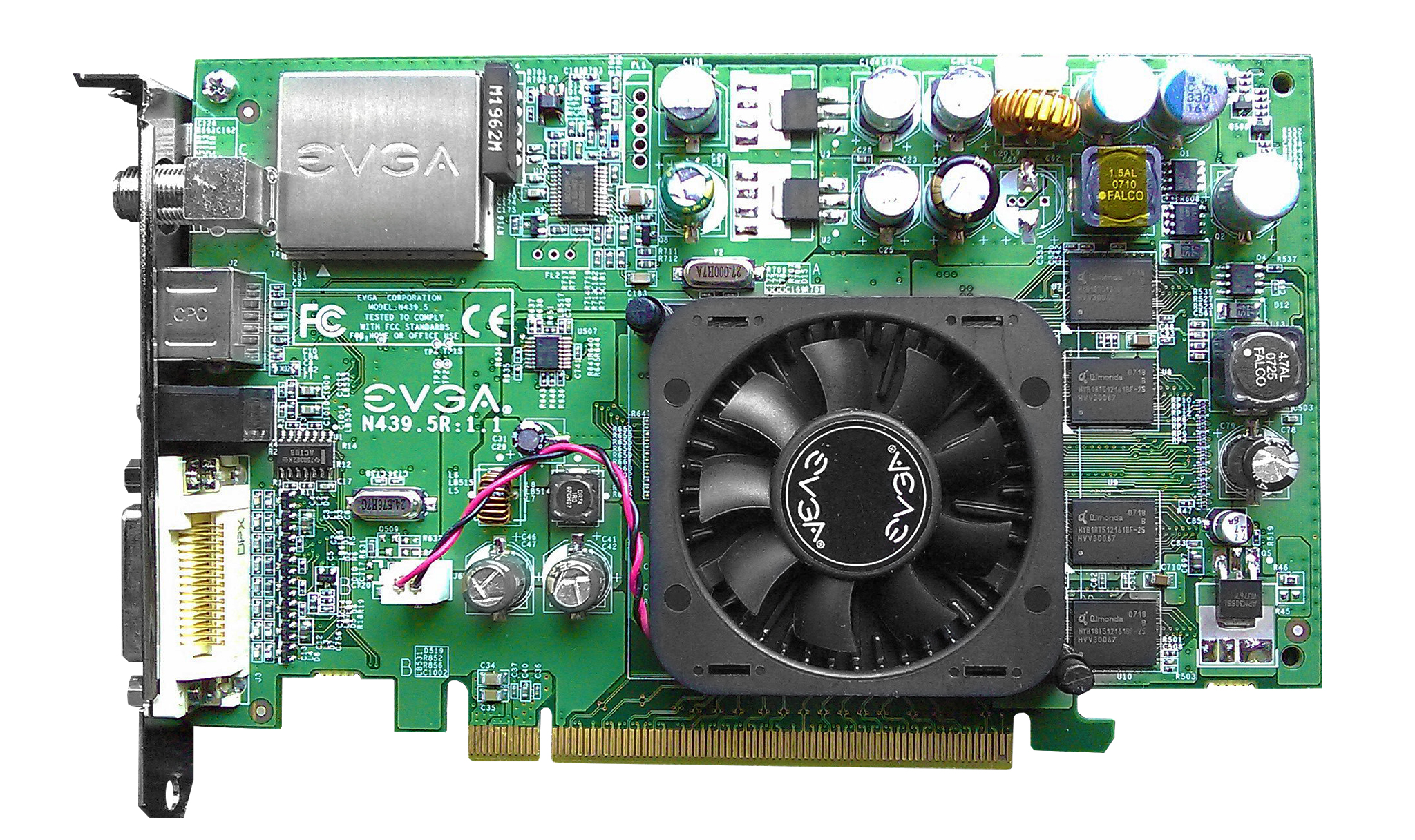
EVGA 지포스 7300 GS Personal Cinema

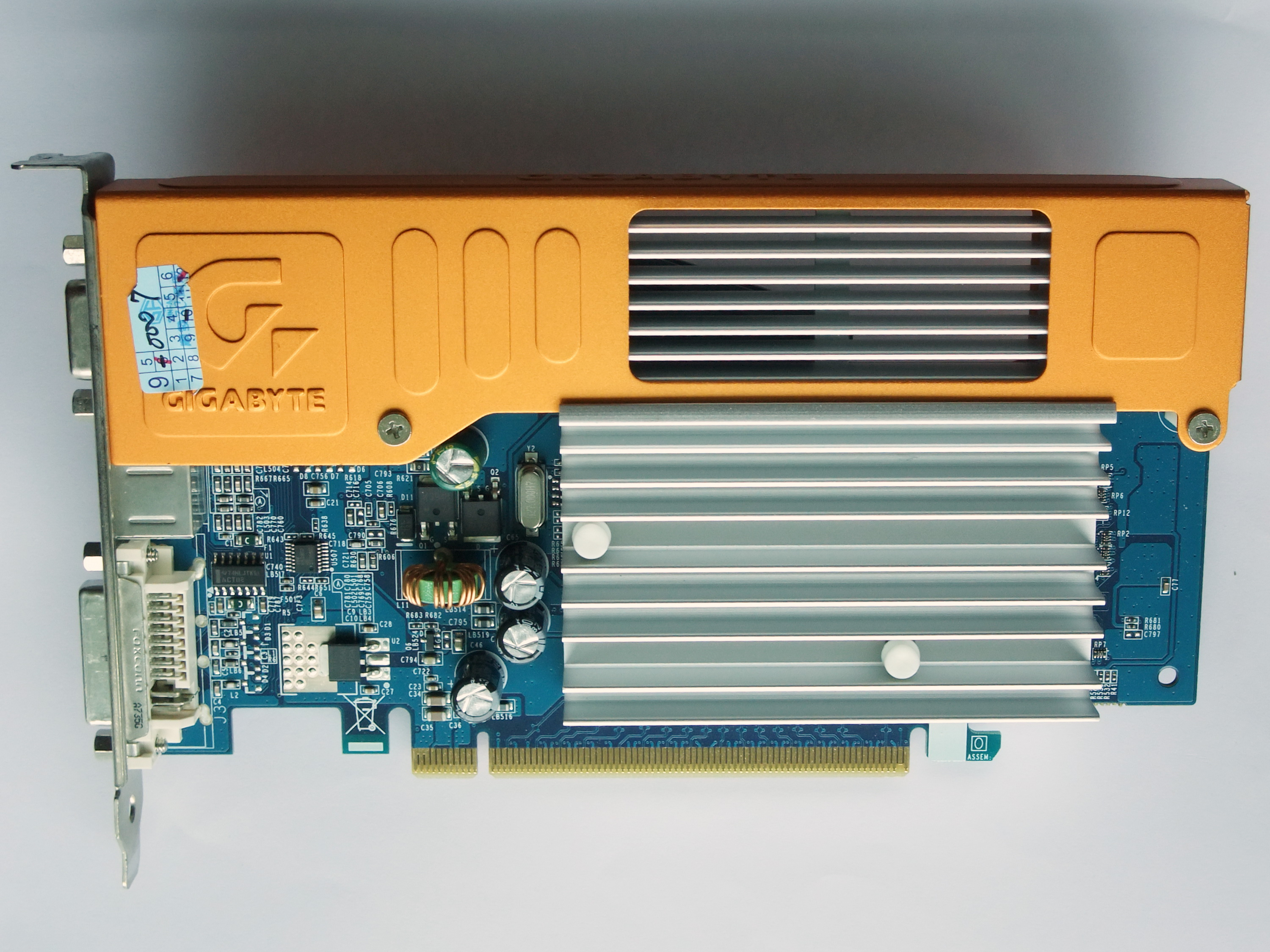
기가바이트 지포스 7300 GS

7300 GS는 7300 시리즈 중 가장 높은 코어 클럭 속도를 가지므로 7300 SE/LE보다 성능이 좋다.

### 지포스 7300 GT
7300 GT는 128비트 메모리 인터페이스와 가장 높은 메모리 대역폭을 가지지만, 3D 정점 렌더링은 약간 낮다.

## 지포스 7500 시리즈
7500 시리즈는 OEM에만 제공되었다.

### 지포스 7500 LE (OEM)
지포스 7500 LE는 OEM GPU이며 G72 코어를 기반으로 한 7300 GS와 동일하다. 전용 비디오 메모리는 128MB 또는 256MB이지만, 터보캐시를 지원하여 최대 512MB의 비디오 메모리를 제공한다. DDR2 유형의 메모리를 사용하며 64비트 메모리 인터페이스를 사용한다. 이 카드는 또한 550 MHz의 코어 클럭 속도와 263 MHz 또는 324 MHz의 메모리 클럭 속도(실효 526 MHz 또는 648 MHz)를 가진다.

## 지포스 7600 시리즈
엔비디아는 2006년 3월 9일 지포스 7600 시리즈의 즉각적인 출시를 발표했다. 지포스 7600 GT와 7600 GS의 두 가지 모델이 출시되었다. 이 시리즈는 AGP 및 PCI-익스프레스 인터페이스로 제공되어 광범위한 시장 부문을 포괄했다.
이 시리즈는 구형 지포스 6600 시리즈를 대체하기 위해 출시되었다.
기능
표준 지포스 7 시리즈 기능 외에 7600 시리즈는 다음 고급 기능을 지원한다.
- 하이다이내믹레인지 렌더링
- UltraShadow II
- CineFX 4.0 엔진
- Extreme HD

### 지포스 7600 GS

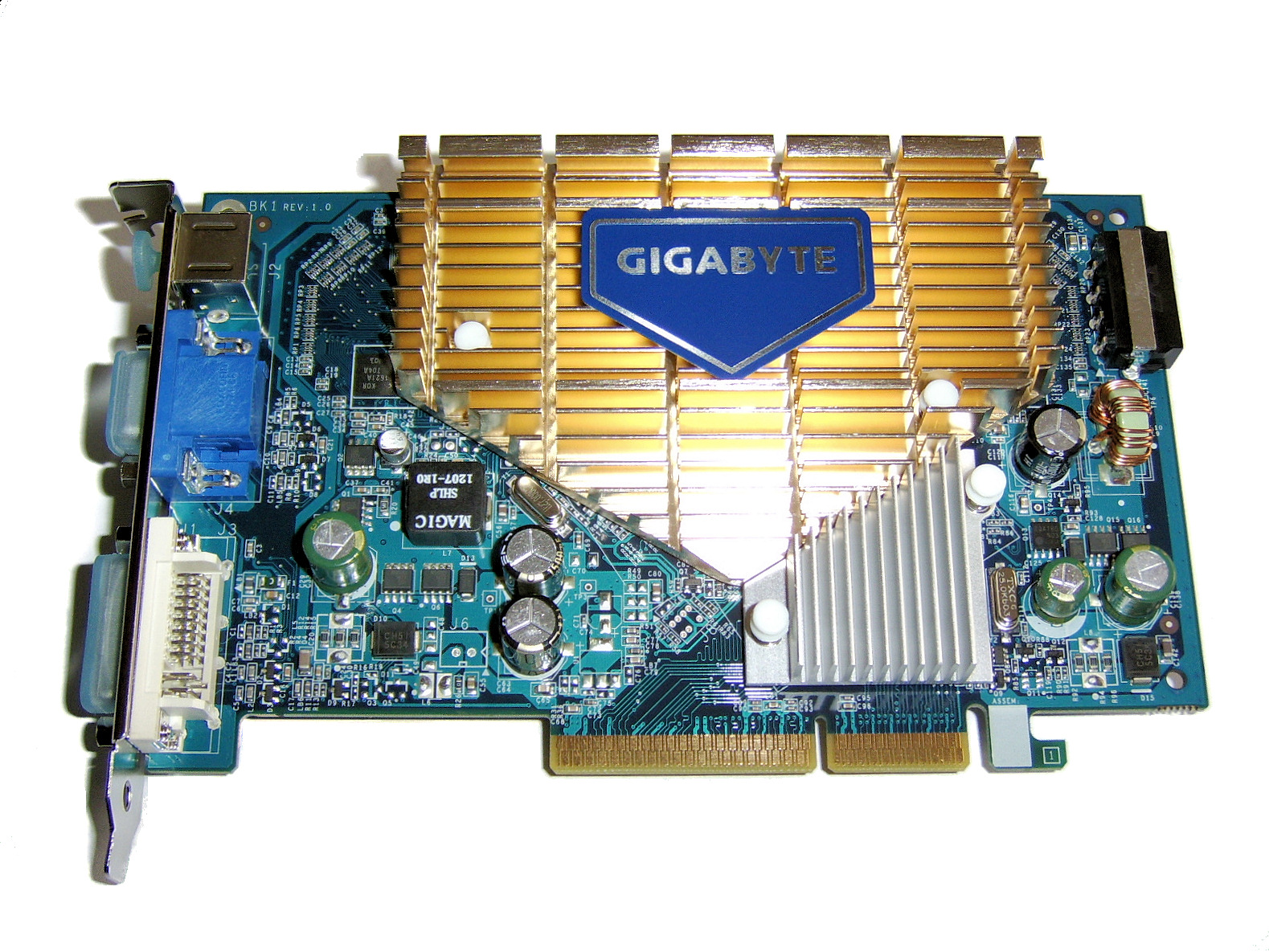
지포스 7600 GS

2006년 3월 22일, 엔비디아는 저-중급 시장을 겨냥한 지포스 7600 GS GPU의 즉각적인 출시를 발표했다. 이 새로운 GPU는 한동안 시장에 있던 지포스 6600 GT의 자리를 차지했다.
AGP 버전은 2006년 7월 21일에 출시되었다. 엔비디아에 따르면, 이 카드는 인터페이스를 제외하고는 PCI-e 버전과 동일하다. 또한 AGP 버전은 엔비디아의 AGP-PCIe 브리지 칩을 사용한다.
예비 테스트에 따르면 지포스 7600 GS는 지포스 6600 GT와 ATI의 경쟁 제품인 ATI 라데온 X1600 Pro보다 성능이 뛰어나다.

### 지포스 7600 GT
7600 GT는 7 시리즈 제품군의 고성능 중급 제품이다.
7600 GT는 지포스 7 제품군의 모든 기능을 포함한다. 이것은 지포스 7 시리즈 카드를 대중 시장에 제공하기 위해 만들어졌다. 일부 회사에서는 AGP 버전을 출시하기도 했다. DDR3 메모리를 통합했다.

## 지포스 7650 시리즈
7500 시리즈와 마찬가지로 7650 GS는 OEM에만 제공되었다.

### 지포스 7650 GS (OEM)
지포스 7650GS는 몇몇 OEM 카드에만 한정되었다. 이 카드에 대해 많이 알려진 바는 없지만, 80 nm 공정을 사용하고 DDR2 메모리를 사용하며 256MB DDR2 RAM이 탑재된 예시가 있다는 점만 알려져 있다.

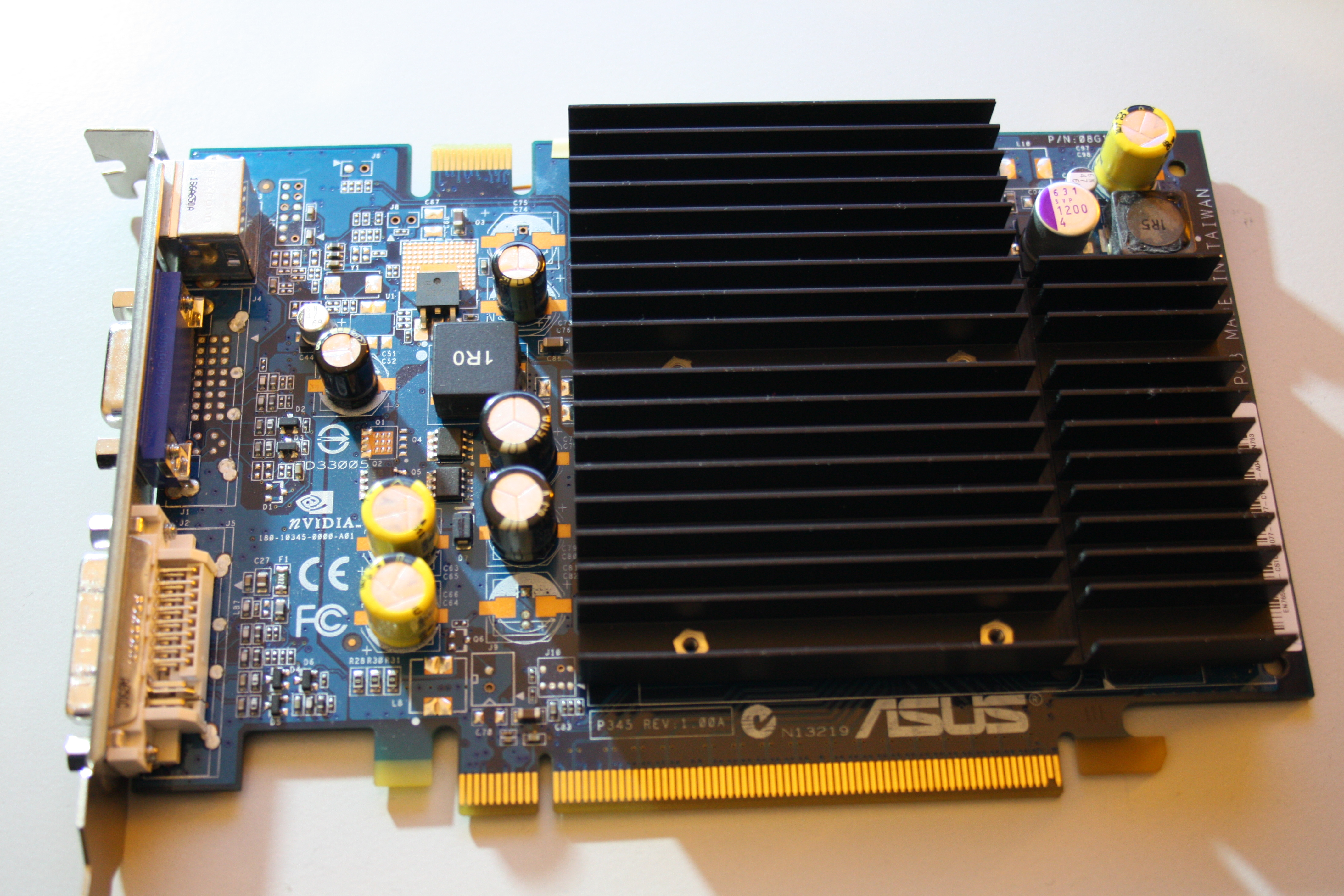
ASUS 지포스 7650GS

## 지포스 7800 시리즈
7800 시리즈는 뛰어난 성능을 제공하도록 설계되었으며 하이엔드 시장 부문을 겨냥했다. 이 시리즈는 2006년 초에 단종되고 7900 시리즈로 대체되었다.
총 4가지 모델이 출시되었다: 지포스 7800 GTX 512, 지포스 7800 GTX, 지포스 7800 GT, 지포스 7800 GS.
기능
표준 지포스 7 시리즈 기능 외에 7800 시리즈는 다음 고급 기능을 지원한다.
- 하이다이내믹레인지 렌더링
- UltraShadow II
- CineFX 4.0 엔진

### 지포스 7800 GT

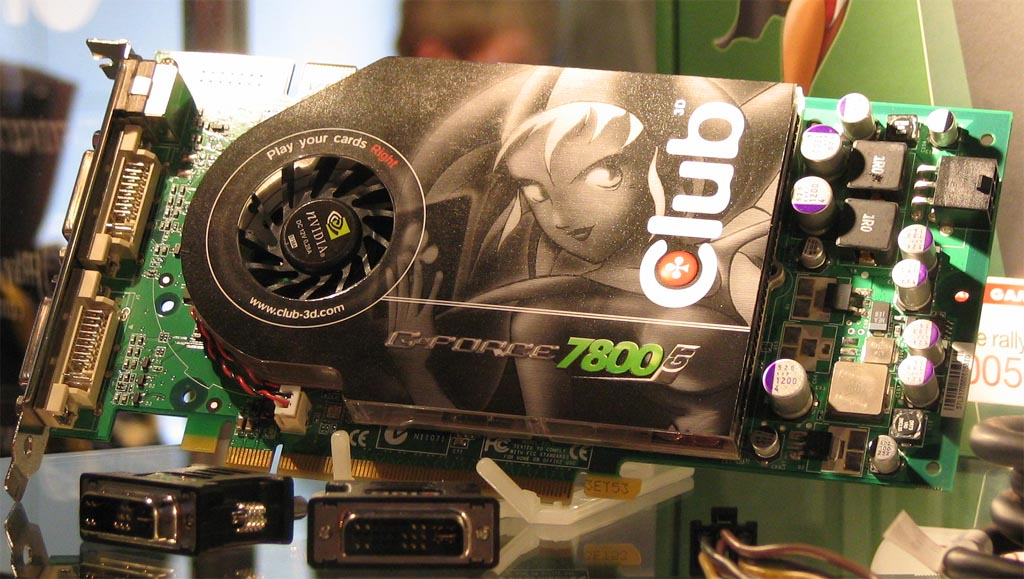
지포스 7800 GT

지포스 7800 GT는 2005년 8월 11일에 즉시 출시된 시리즈의 두 번째 GPU이다. 20개의 픽셀 파이프라인, 7개의 정점 셰이더, 16개의 ROP와 400 MHz 코어 클럭, GDDR3 메모리를 사용하는 500 MHz 메모리 클럭(실효 1 GHz)을 가지고 있다.
지포스 7800 GT는 7800 GTX의 보다 저렴한 대안으로 출시되었다. 당시에는 비디오 카드 중 성능/비용 챔피언으로 여겨졌다.

### 지포스 7800 GS AGP
2006년 2월 2일, 엔비디아는 7800 GS를 지포스 7 시리즈 라인업의 첫 번째 AGP 비디오 카드, 즉 하이엔드 지포스 7 시리즈의 AGP 버전으로 발표했다.

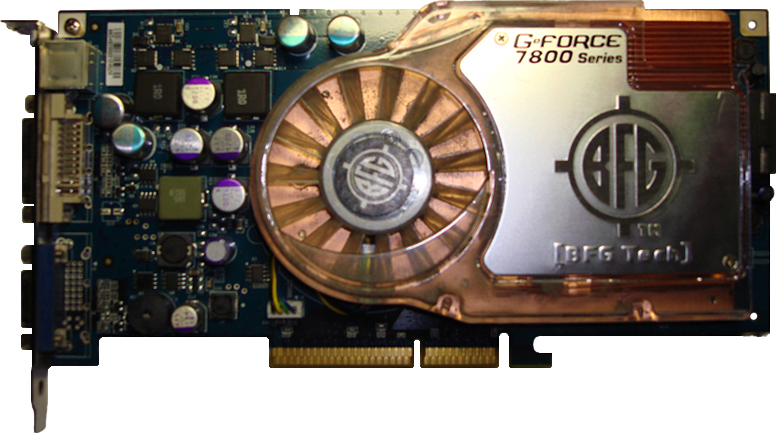
BFG TECH 7800 GS AGP

이 카드는 여러 하드웨어 애호가들에 의해 "현존하는 마지막 고성능 AGP 카드"로 홍보되었다. 7800 GT가 가진 20개의 픽셀 셰이더 유닛 대신 16개의 픽셀 셰이더 유닛을 가지고 있지만, 다른 7 시리즈 GPU가 누리는 최적화의 이점을 여전히 누린다. 클럭 속도는 GPU의 경우 375 MHz, (GDDR3) 메모리의 경우 1200 MHz이다. 모든 벤치마크 테스트에 따르면 이 카드의 성능은 지포스 6800 GT 및 지포스 6800 Ultra보다 빠르다. 공급업체에 따라 명시된 사양과 다를 수 있다. 이는 고성능 AGP 시스템을 가진 사용자가 새로운 고성능 PCI 익스프레스 시스템으로 전환하지 않고도 훌륭한 업그레이드 경로를 제공한다.
게인워드에서 "7800 GS+" 또는 공식적으로 "Bliss 7800 GS 512 MB GS+"라고 불리는 특별 "골든 샘플" 버전이 있었는데, 기본 클럭 속도는 코어 450 MHz, 메모리 1250 MHz였다. 일반 7800 GS와 달리 7800 GS+는 실제로는 일반적인 7800 GS 비디오 카드에 일반적으로 있는 16개의 픽셀 셰이더 대신 24개의 픽셀 셰이더를 모두 가진 7900 GT GPU를 사용했다.
게인워드는 이전에 7800 GT를 기반으로 하지만 AGP 버스를 활용한 "Bliss 7800 GS 512MB GS" 카드를 출시한 바 있다. 외부 모양과 이름은 7900 GT 기반의 Bliss 7800 GS 512MB GS+와 거의 구별할 수 없게 만들었다. 리드텍은 256MB 메모리를 가진 유사한 카드를 생산했다.
2006년 말, 게인워드는 코어 500 MHz, 메모리 1400 MHz로 작동하는 20개의 픽셀 셰이더를 가진 세 번째 '7800 GS' 카드를 "BLISS GS-GLH"라고 명명하여 출시했다. 이 카드 역시 7900 GS 코어를 기반으로 한다.

### 지포스 7800 GTX

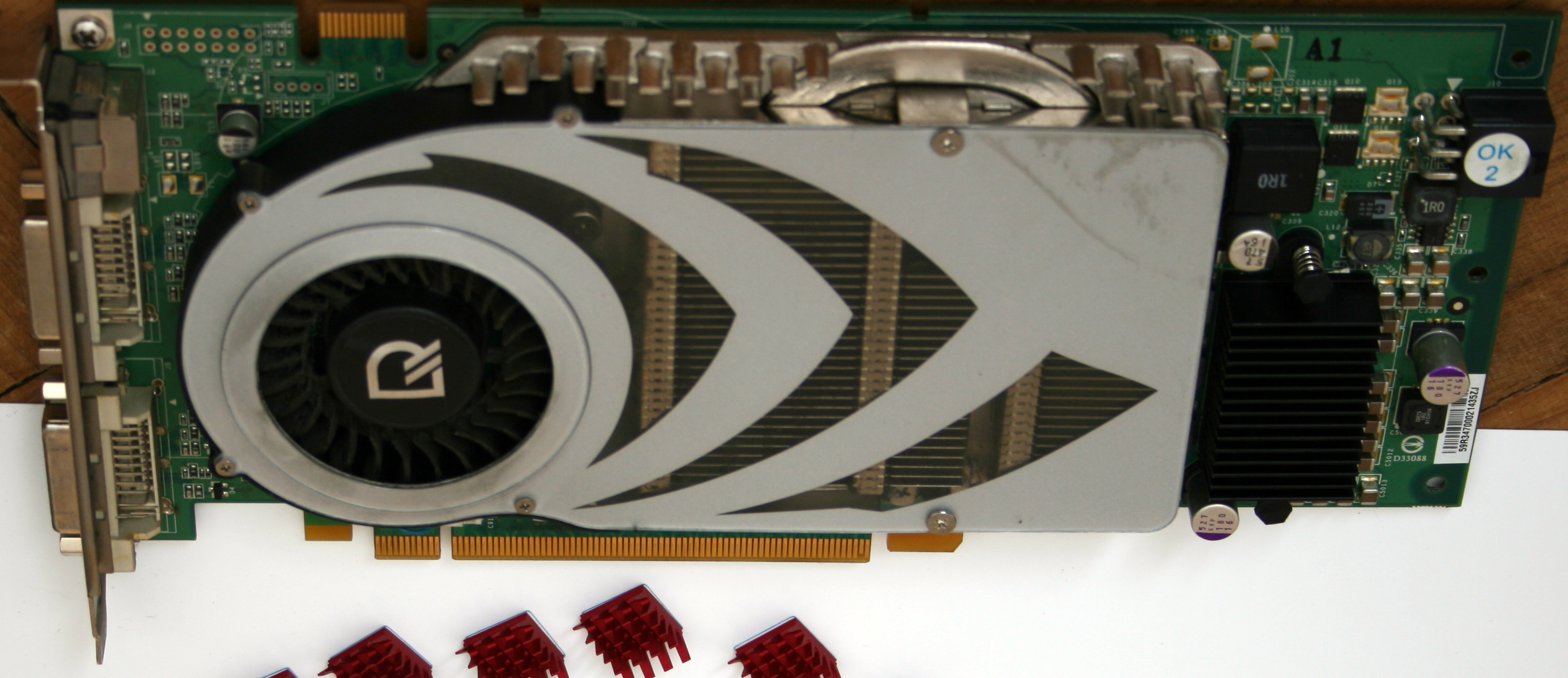
지포스 7800 GTX

지포스 7800 GTX(암호명 G70, 이전에는 NV47)는 2005년 6월 22일에 출시된 시리즈의 첫 번째 GPU로, 즉시 판매되었다. 지포스 7800 GTX는 당시 최고의 다이렉트X 9 정점 및 픽셀 셰이더 사양인 버전 3.0을 지원했다. 원래 PCI 익스프레스 칩이었다. SLI 지원은 이전 세대에서 유지 및 개선되었다.
PC 월드 (잡지)에 따르면 7800 GTX는 "지금까지 설계된 프로세서 중 가장 복잡한 프로세서 중 하나"였다. 이 GPU는 3억 2백만 개의 트랜지스터(애슬론 64 X2 4800+ CPU는 2억 3천 3백 2십만 개의 트랜지스터를 가지고 있다)와 24개의 픽셀 및 8개의 정점 셰이더를 가지고 있었다. 2006년 3월 9일에 7900 GTX가 후속으로 출시되었다.
플레이스테이션 3의 RSX 리얼리티 신시사이저는 7800 GTX 256 MB 모델을 기반으로 하지만 약간의 수정이 가해졌다.

### 지포스 7800 GTX 512
512 MB 버전의 지포스 7800 GTX는 2005년 11월 14일에 출시되었다. 이 카드는 단순히 프레임 버퍼가 256 MB에서 512 MB로 증가한 것 이상의 특징을 가지고 있다. 원래 버전과 비교하여 코어 클럭 속도가 430 MHz에서 550 MHz로 크게 향상되었고 (27.9% 증가), 1.2 GHz에서 1.7 GHz로 클럭된 빠른 1.1 ns GDDR3 메모리 (41.7% 증가)를 특징으로 한다. ATI의 X1800 XT와 마찬가지로, 256 MB의 메모리가 추가되고, 어느 정도는 클럭 속도가 증가하면서 발열과 전력 출력이 크게 증가했다. 이를 해결하기 위해 지포스 7800 GTX 512는 원래 256 MB 버전에 비해 훨씬 크지만 조용한 이중 슬롯 냉각 솔루션을 갖추고 있다.

## 지포스 7900 시리즈
엔비디아는 2006년 3월 9일 지포스 7900 시리즈의 출시를 공식 발표했다.
7800 시리즈를 대체하며, 엔비디아의 7900 시리즈는 새로운 세대의 엔비디아 GPU가 아니라 650 MHz로 작동하는 제품 개선이었다. 공식적으로 이 시리즈는 주로 PCI 익스프레스 인터페이스를 지원하도록 의도되었지만, 일부 회사에서는 AGP 버전도 출시했다.
총 5가지 모델이 개발되어 출시되었다: 7900 GX2, 7900 GTX, 7900 GT, 7900 GTO 및 7900 GS.
기능
표준 지포스 7 시리즈 기능 외에 7900 시리즈는 다음 고급 기능을 지원한다.
- 하이다이내믹레인지 렌더링
- UltraShadow II
- CineFX 4.0 엔진
- Extreme HD

### 지포스 7900 GS

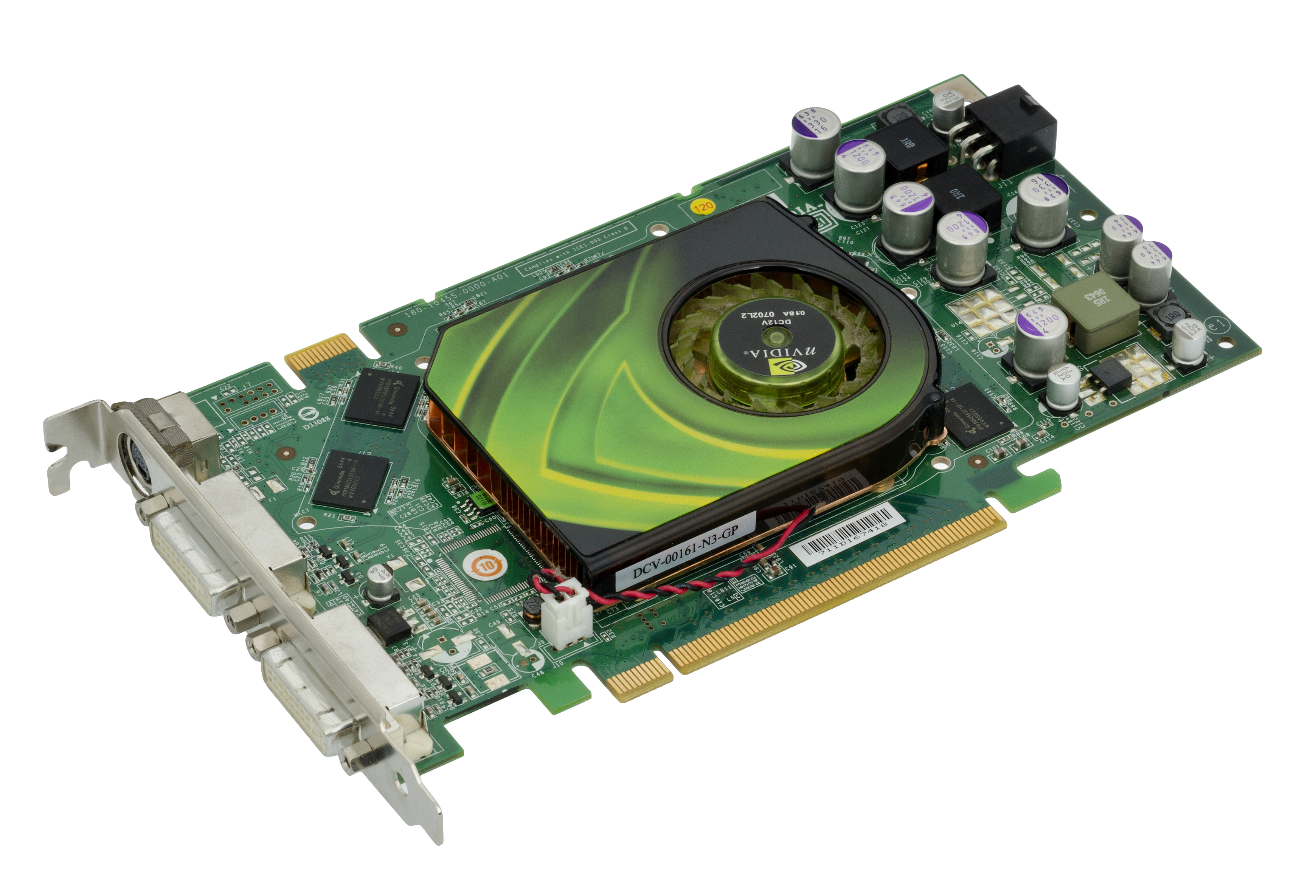
지포스 7900 GS

2006년 가을에 권장소비자가격 $199로 출시된 7900 GS는 중급형 지포스 7600 GT와 고급형 지포스 7900 GT 사이의 간극을 메웠다. 이 카드는 8월 23일에 woot!에서 화이트 박스 OEM으로 비공식 출시되었다. 그러나 제품 회사인 MSI는 이 카드들이 운송 중에 MSI에서 도난당하여 woot!에 판매되었다고 주장했다. 언급된 MSI 고객 공지는 woot!에 대한 명시적인 언급을 삭제하도록 변경되었다. 2007년 3월 현재 엔비디아는 7900 GS를 포함한 여러 지포스 6 및 7 시리즈 제품의 생산을 중단했다.
지포스 7900 GS는 20개의 픽셀 프로세서, 7개의 정점 프로세서, 256비트 메모리 버스를 가지며 코어/메모리 클럭이 약 450 MHz/1320 MHz로 클럭되어 7900 GT보다 약간 낮은 성능을 제공한다. 지포스 7900 GS는 암호명 G71 그래픽 칩으로 구동되므로, 이전 모델인 G70에 비해 듀얼 링크 DVI 출력, 전력 소비 감소, 고성능 등 G71이 가진 동일한 장점을 공유한다.

### 지포스 7900 GT
이 비디오 카드는 2006년 3월 9일에 출시되었다. 7900 GTX와 마찬가지로 90 nm 공정으로 생산된 G71 GPU를 사용한다. 또한 7800 시리즈의 모든 기능과 매력적인 성능-가격 비율을 제공한다.

### 지포스 7900 GTX
지포스 7900 GTX는 90 nm 공정으로 생산된 G70(G71로 명명)이며, 7800 GTX와 동일한 모든 기능을 가지고 있지만 더 작은 제조 공정으로 제작되었다. 512 MB GTX용 메모리 모듈 부족으로 인해 더 쉽게 구할 수 있는 1600 MHz 메모리가 사용되었다.

### 지포스 7900 GTO
7900 GTO는 7900 GTX와 밀접한 관련이 있다. GTO는 2006년 10월 1일경 소수의 소매점에서 처음 출시되었다. 출시 당시 GTO 보드는 약 $250에 판매되었으며, 7900 GTX 보드는 당시 $400 이상이었다. GTO는 본질적으로 GTX와 동일했지만, HDCP 및 VIVO 지원이 없었고, 1320 MHz로 작동하는 언더클럭된 메모리를 사용했으며, 더 타이트한 메모리 타이밍을 사용했다는 점을 제외하면 동일했다. 그 외에는 두 보드가 동일했다: 동일한 PCB, 동일한 쿨러, 동일한 GPU. GTO는 정격 전압인 2.1V가 아닌 1.8V로 작동하는 매우 빠른 1.1ns 삼성 BJ11 GDDR3 메모리를 사용했다. 두 카드의 클럭 속도는 650 MHz로 동일하다. 기본 메모리 속도에서 대부분의 비교 결과 GTO가 GTX보다 약 5-10% 뒤처지는 것으로 나타났다.
대부분의 소유자들은 언더볼트된 RAM에도 불구하고 GTO가 1600 MHz 메모리 속도로 오버클럭될 수 있다는 것을 발견했다. 많은 사람들이 GTO를 GTX BIOS로 플래시하여 공식적으로 GTX로 만들었다. BIOS 버전 5.71.22.39.13 이상에서 GTX 속도에 도달하는 데 문제가 있는 GTO 소유자는 단순히 5.71.22.39.08과 같은 이전 BIOS 버전으로 플래시하는 것이 좋다. 이것은 대부분의 사용자에게 오버클럭 문제를 해결하는 것처럼 보인다.
GTO는 훨씬 저렴한 가격으로 GTX에 가까운 성능을 제공하여 애호가들 사이에서 매우 인기 있는 카드였다. 이는 G80 출시 전에 G70 재고를 정리하기 위한 한정 생산 카드였으며, 소매 채널에서 한 달 정도만 판매되고 매진되었다.

### 지포스 7900 GX2

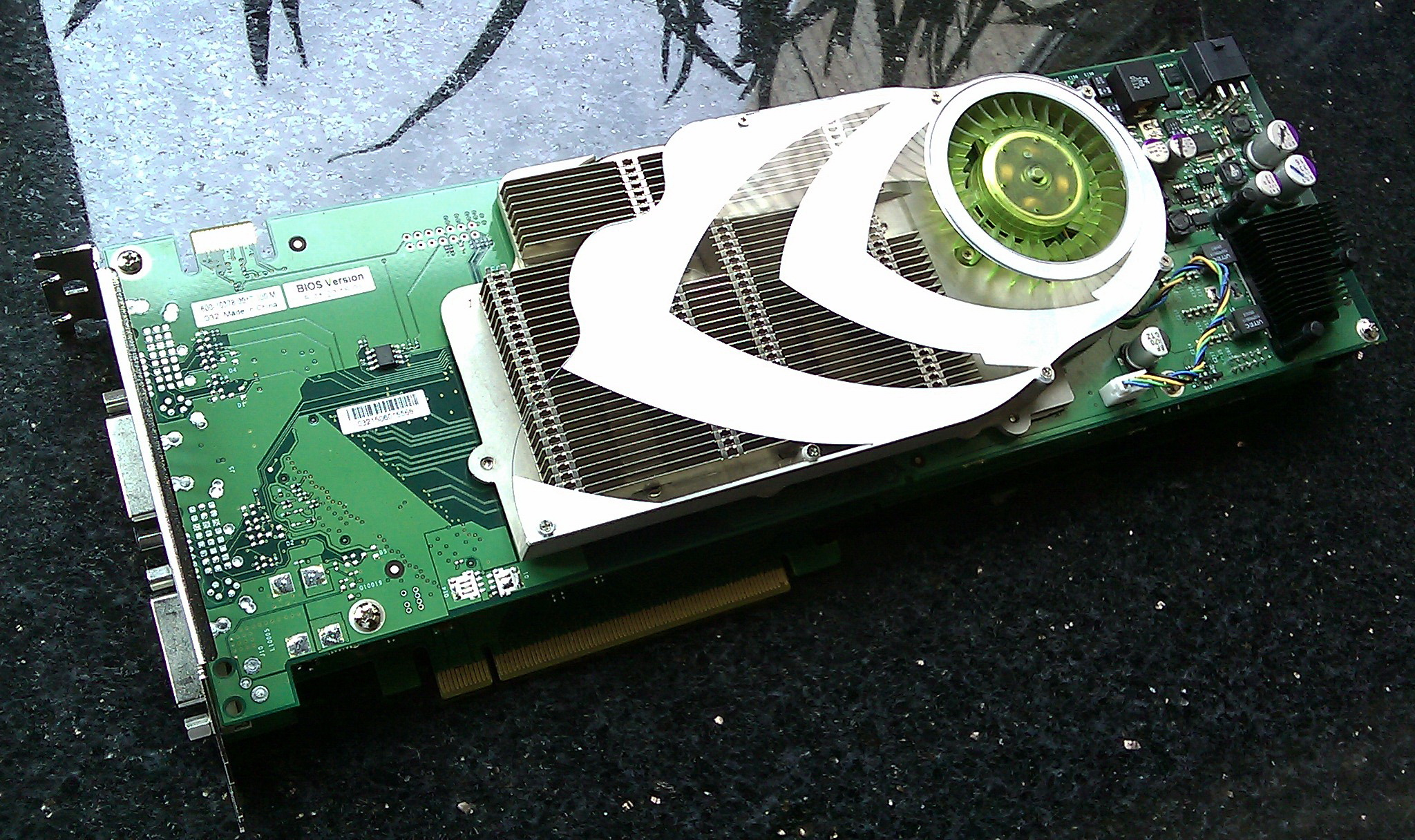
지포스 7900 GX2, 지포스 7900 GTX 듀오라고도 불림

지포스 7900 GX2는 듀얼 슬롯 솔루션으로 장착하기 위해 두 개의 비디오 카드를 쌓아 올린 것이다. 이것은 ASUS 듀얼 지포스 7800 GT 또는 엔비디아 자체의 7950 GX2와 같이 두 개의 GPU가 동일한 카드에 있는 제품과는 다르다. 이것은 두 개의 PCI 익스프레스 x16 슬롯에서 쿼드 SLI를 가능하게 한다. 다른 OEM 회사들은 GX2에 접근할 수 있으며, 수많은 공급업체에서 구할 수 있다.
이 카드는 500 MHz GPU와 1200 MHz의 실효 RAM 속도를 특징으로 한다. GX2의 전력은 7900 GTX보다 적지만, 각 카드는 7900 GT보다 강력하다.
이 듀얼 GPU 유닛 구현에서의 많은 문제로 인해 엔비디아는 OEM 회사에 판매를 제한하기로 결정했다. 이 카드는 매우 길어서 가장 큰 e-ATX 컴퓨터 케이스만 수용할 수 있다. 쿼드-SLI로 작동하는 두 개의 카드는 또한 작동하기 위해 매우 잘 설계된 공기 흐름이 필요했으며, 1000 와트 전원 공급 장치가 필요했다.

## 지포스 7950 시리즈
지포스 7950 시리즈는 지포스 7 시리즈에 마지막으로 추가된 제품이다. 공식적으로 이 시리즈는 PCI 익스프레스 인터페이스만 지원하도록 의도되었지만, 일부 회사에서는 AGP 버전도 출시했다.
7950 GT와 7950 GX2의 두 가지 모델이 출시되었다.
기능
표준 지포스 7 시리즈 기능 외에 7950 시리즈는 다음 고급 기능을 지원한다.
- 하이다이내믹레인지 렌더링
- UltraShadow II
- CineFX 4.0 엔진
- Extreme HD

### 지포스 7950 GT
2006년 9월 14일, 엔비디아는 7950GT를 출시했다. 550 MHz 코어 클럭, 700 MHz (실효 1400 MHz) 메모리 클럭, 24개의 픽셀 셰이더 유닛이 발표되었으며, 표준 구성에는 512 MB GDDR3 메모리와 HDCP 지원이 모두 포함되었다. $300의 초기 가격으로, 지포스 7950 GT는 구형 지포스 7900 GT를 대체하고 성능을 향상시킨다: 지포스 7950 GT는 13,200 메가텍셀/s의 필레이트와 44.8 GB/s의 메모리 대역폭을 가진다 (7900 GT의 경우 10800 메가텍셀/s 및 940 메가버텍스/s).

### 지포스 7950 GX2
이것은 본질적으로 단일 PCIe x16 슬롯만 차지하는 듀얼 GPU 비디오 카드로, 표준 SLI 마더보드에서 두 개의 PCIe x16 슬롯만으로 4개의 GPU를 실행할 수 있게 한다. 이전의 7900 GX2와 달리 이 버전은 소비자에게 직접 제공된다.
7950 GX2는 2006년 6월 5일에 소매점에 출시되었으며, 지포스 7900 GX2와 유사한 사양을 공유하며 500 MHz GPU 클럭과 1200 MHz의 실효 RAM 속도를 가진다. 각 GPU당 512 MB의 메모리로 총 1 GB이지만, 각 GPU는 자체 메모리에만 접근할 수 있고 다른 GPU의 메모리에는 접근할 수 없으므로 전체 성능은 512 MB에 더 가깝다. 메모리 측면에서 512 MB 단일 GPU 카드에 비해 어떤 이점도 제공하지 않는다.
이 카드는 DIY 시장을 위해 설계되었으며, 이전 7900 GX2가 겪었던 소음, 크기, 전력 소비 및 가격과 같은 많은 문제를 해결한다. 7950 GX2는 이전 모델의 트윈 커넥터와 달리 단일 PCIe 전원 커넥터만 필요하다. 기술적으로 이는 이해할 수 있다. 링 버스 구성이 필요 없고 프레임만 기본 GPU로 전달되면 되기 때문이다. 훨씬 짧아져 7900 GTX와 동일한 공간에 쉽게 들어갈 수 있다. 보드 레이아웃 개선 및 브래킷의 냉각 통풍구 제거로 온도가 크게 낮아져 팬이 더 낮은 속도로 작동할 수 있어 소음이 감소한다. 2006년 9월 현재 이 보드는 7900 GX2의 절반 가격인 $299에 판매될 수 있다.
일부 리뷰 사이트(예: 톰스 하드웨어 - 위 참조)에 따르면, 단일 7950GX2는 단일 ATI 라데온 X1900 XT보다 적은 전력을 소비한다. 일부는 GX2가 한 쌍의 GPU를 사용하고 라데온은 하나만 사용한다는 점을 고려할 때 놀라운 성과로 간주한다. 다른 리뷰 사이트에서는 GX2가 위에서 언급한 라데온보다 조용하다고 말한다 — 그러나 '시끄러움'은 적절한 도구와 테스트 조건 없이는 매우 주관적이다. 사실이라면, 이것은 크로스파이어 모드에서 두 개의 X1900 XT 카드보다 한 쌍의 GX2 카드가 더 시원하고, 조용하며, 전력 소비가 적다는 것을 의미할 것이다. 그러나 대부분의 응용 프로그램에서 두 개의 7950 GX2 카드를 쌍으로 구성해도 눈에 띄는 성능 향상은 없으며, 반면 이중 X1900 XT 구성은 크로스파이어 모드에서 큰 성능 향상을 보인다.
2006년 8월 9일, 엔비디아는 쿼드 SLI를 지원하는 윈도우 2000 및 XP용 초기 ForceWare 91.45 드라이버를 출시했다. 쿼드 SLI 지원은 2006년 10월 16일 ForceWare 91.47 드라이버가 출시될 때 일반 WHQL 드라이버 패키지에 통합되었다.

## 기술적 요약
- 모든 모델은 투명도 AA를 지원한다 (ForceWare 드라이버 버전 91.47부터)

| 모델                            | 출시                                               | 암호명  | 공정 (nm)   | 트랜지스터 (백만) | 다이 크기 (mm2) | 버스 인터페이스      | 코어 클럭 (MHz)           | 메모리 클럭 (MHz)               | 코어 구성     | 필레이트                        | 필레이트                     | 필레이트                        | 필레이트                    | 메모리              | 메모리                      | 메모리        | 메모리           | 성능 (GFLOPS) | TDP (와트)                |
| 모델                            | 출시                                               | 암호명  | 공정 (nm)   | 트랜지스터 (백만) | 다이 크기 (mm2) | 버스 인터페이스      | 코어 클럭 (MHz)           | 메모리 클럭 (MHz)               | 코어 구성     | MOperations/s                   | MPixels/s                    | MTexels/s                       | MVertices/s                 | 크기 (MB)           | 대역폭 (GB/s)               | 버스 유형     | 버스 너비 (비트) | 성능 (GFLOPS) | TDP (와트)                |
| ------------------------------- | -------------------------------------------------- | ------- | ----------- | ----------------- | --------------- | -------------------- | ------------------------- | ------------------------------- | ------------- | ------------------------------- | ---------------------------- | ------------------------------- | --------------------------- | ------------------- | --------------------------- | ------------- | ---------------- | ------------- | ------------------------- |
| GeForce 7025 + nForce 630a      | 2007년 7월                                         | MCP68S  | TSMC 110 nm |                   |                 | 하이퍼트랜스포트     | 425                       | 200 (DDR) 400 (DDR2) 933 (DDR3) | 2:1:2:2       | 850                             | 850                          | 850                             | 106.25                      | 최대 256 시스템 RAM | 6.4 12.8 34                 | DDR DDR2 DDR3 | 64 128           | ?             | ?                         |
| GeForce 7050PV + nForce 630a    | 2007년 7월                                         | MCP67QV | TSMC 110 nm |                   |                 | 하이퍼트랜스포트     | 425                       | 200 (DDR) 400 (DDR2) 933 (DDR3) | 2:1:2:2       | 850                             | 850                          | 850                             | 106.25                      | 최대 256 시스템 RAM | 6.4 12.8 34                 | DDR DDR2 DDR3 | 64 128           | ?             | ?                         |
| GeForce 7050 + nForce 610i/630i | 2007년 7월                                         | MCP73   | TSMC 90 nm  |                   |                 | 하이퍼트랜스포트/FSB | 500                       | 333                             | 2:1:2:2       | 1,000                           | 1,000                        | 1,000                           | 125                         | 최대 256 시스템 RAM | 5.336                       | DDR2          | 64               | ?             | ?                         |
| GeForce 7100 + nForce 630i      | 2007년 7월                                         | MCP76   | TSMC 90 nm  |                   |                 | FSB                  | 600                       | 400                             | 2:1:2:2       | 1,200                           | 1,200                        | 1,200                           | 150                         | 최대 256 시스템 RAM | 6.4                         | DDR2          | 64               | ?             | ?                         |
| GeForce 7150 + nForce 630i      | 2007년 7월                                         | MCP76   | TSMC 90 nm  |                   |                 | FSB                  | 630                       | 400                             | 2:1:2:2       | 1,260                           | 1,260                        | 1,260                           | 157.5                       | 최대 256 시스템 RAM | 6.4                         | DDR2          | 64               | ?             | ?                         |
| GeForce 7100 GS                 | 2006년 8월 8일                                     | NV44    | TSMC 110 nm | 75                | 110             | PCIe x16             | 350                       | 266 333                         | 4:3:4:2       | 1,400                           | 700                          | 1,400                           | 262.5                       | 128 256             | 2.4 4.8                     | DDR2          | 32 64            | ?             | ?                         |
| GeForce 7200 GS                 | 2006년 1월 18일                                    | G72     | TSMC 90 nm  | 112               | 81              | PCIe x16             | 450                       | 400                             | 2:2:4:2       | 1,800                           | 900                          | 1,800                           | 337.5                       | 128 256             | 3.2 6.4                     | DDR2          | 32 64            | 0.9           | 11                        |
| GeForce 7300 SE                 | 2006년 3월 22일                                    | G72     | TSMC 90 nm  | 112               | 81              | PCIe x16             | 350                       | 333                             | 4:3:4:2       | 1,800                           | 900                          | 1,800                           | 337.5                       | 128                 | 2.656 5.328                 | DDR2          | 32 64            | ?             | ?                         |
| GeForce 7300 LE                 | 2006년 3월 22일                                    | G72     | TSMC 90 nm  | 112               | 81              | PCIe x16             | 350                       | 333                             | 4:3:4:2       | 1,800                           | 900                          | 1,800                           | 337.5                       | 128                 | 2.656 5.328                 | DDR2          | 32 64            | 1.4           | 13                        |
| GeForce 7300 GS                 | 2006년 1월 18일                                    | G72     | TSMC 90 nm  | 112               | 81              | PCIe x16             | 550                       | 400                             | 4:3:4:2       | 2,200                           | 1,100                        | 2,200                           | 412.5                       | 128 256             | 6.4                         | DDR2          | 64               | 2.2           | 10                        |
| GeForce 7300 GT                 | 2006년 5월 15일                                    | G73     | TSMC 90 nm  | 177               | 125             | AGP 8x PCIe x16      | 350                       | 325 (DDR2) 700 (GDDR3)          | 8:5:8:4       | 2,800                           | 1,400                        | 2,800                           | 437.5                       | 128 256             | 10.4 22.4                   | DDR2 GDDR3    | 128              | 2.8           | 24                        |
| GeForce 7500 LE                 | 2006                                               | G72     | TSMC 90 nm  | 112               | 81              | PCIe x16             | 475 550                   | 405 324                         | 4:3:4:2       | 2,200                           | 1,100                        | 2,200                           | 593.8                       | 64 128 256          | 6.480 5.2                   | DDR2          | 64               | ?             | 10                        |
| GeForce 7600 GS                 | 2006년 3월 22일 (PCIe) 2006년 7월 1일 (AGP)        | G73     | TSMC 90 nm  | 177               | 125             | AGP 8x PCIe x16      | 400                       | 400 (DDR2) 700 (GDDR3)          | 12:5:12:8     | 4,800                           | 3,200                        | 4,800                           | 500                         | 256                 | 12.8 22.4                   | DDR2 GDDR3    | 128              | 4.8           | 30                        |
| GeForce 7600 GT                 | 2006년 3월 9일 (PCIe) 2006년 7월 15일 (AGP)        | G73     | TSMC 90 nm  | 177               | 125             | AGP 8x PCIe x16      | 560                       | 400 (DDR2) 700 (GDDR3)          | 12:5:12:8     | 6,720                           | 4,480                        | 6,720                           | 700                         | 256                 | 12.8 22.4                   | DDR2 GDDR3    | 128              | 6.7           | ?                         |
| GeForce 7600 GT 80 nm           | 2007년 1월 8일                                     | G73-B1  | TSMC 80 nm  | 177               | 125             | AGP 8x PCIe x16      | 560                       | 400 (DDR2) 700 (GDDR3)          | 12:5:12:8     | 6,720                           | 4,480                        | 6,720                           | 700                         | 256                 | 12.8 22.4                   | DDR2 GDDR3    | 128              | ?             | 48                        |
| GeForce 7650 GS                 | 2006년 3월 22일                                    | G73     | TSMC 80 nm  | 177               | 125             | PCIe x16             | 450                       | 400                             | 12:5:12:8     | 5,400                           | 3,600                        | 5,400                           | 562.5                       | 256                 | 12.7                        | DDR2          | 128              | ?             | ?                         |
| GeForce 7800 GS                 | 2006년 2월 2일                                     | G70     | TSMC 110 nm | 302               | 333             | AGP 8x               | 375                       | 600                             | 16:8:16:8     | 6,000                           | 3,000                        | 6,000                           | 750                         | 256                 | 38.4                        | GDDR3         | 256              | 6             | 70                        |
| GeForce 7800 GT                 | 2005년 8월 11일                                    | G70     | TSMC 110 nm | 302               | 333             | PCIe x16             | 400                       | 500                             | 20:7:20:16    | 8,000                           | 6,400                        | 8,000                           | 700                         | 256                 | 32                          | GDDR3         | 256              | 8             | 59                        |
| GeForce 7800 GTX                | 2005년 6월 22일 (256 MB) 2005년 11월 14일 (512 MB) | G70     | TSMC 110 nm | 302               | 333             | PCIe x16             | 430 (256 MB) 550 (512 MB) | 600 (256 MB) 850 (512 MB)       | 24:8:24:16    | 10,320 (256 MB) 13,200 (512 MB) | 6,880 (256 MB) 8800 (512 MB) | 10,320 (256 MB) 13,200 (512 MB) | 860 (256 MB) 1,100 (512 MB) | 256 512             | 38.4 (256 MB) 54.4 (512 MB) | GDDR3         | 256              | 10.3 13.2     | 100 (256 MB) 116 (512 MB) |
| GeForce 7900 GS                 | 2006년 5월 (PCIe) 2007년 4월 2일 (AGP)             | G71     | TSMC 90 nm  | 278               | 196             | AGP 8x PCIe x16      | 450                       | 660                             | 20:7:20:16    | 9,000                           | 7,200                        | 9,000                           | 787.5                       | 256                 | 42.24                       | GDDR3         | 256              | 9             | 50                        |
| GeForce 7900 GT                 | 2006년 3월 9일                                     | G71     | TSMC 90 nm  | 278               | 196             | PCIe x16             | 450                       | 660                             | 24:8:24:16    | 10,800                          | 7,200                        | 10,800                          | 900                         | 256                 | 42.24                       | GDDR3         | 256              | 10.8          | 65                        |
| GeForce 7900 GTO                | 2006년 10월 1일                                    | G71     | TSMC 90 nm  | 278               | 196             | PCIe x16             | 650                       | 660                             | 24:8:24:16    | 15,600                          | 10,400                       | 15,600                          | 1,300                       | 512                 | 42.24                       | GDDR3         | 256              | 15.6          | ?                         |
| GeForce 7900 GTX                | 2006년 3월 9일                                     | G71     | TSMC 90 nm  | 278               | 196             | PCIe x16             | 650                       | 800                             | 24:8:24:16    | 15,600                          | 10,400                       | 15,600                          | 1,300                       | 512                 | 51.2                        | GDDR3         | 256              | 15.6          | 105                       |
| GeForce 7900 GX2                | 2006년 3월 9일                                     | 2x G71  | TSMC 90 nm  | 278               | 196             | PCIe x16             | 500                       | 600                             | 2x 24:8:24:16 | 24,000                          | 16,000                       | 24,000                          | 2,000                       | 2x 512              | 2x 38.4                     | GDDR3         | 256              | ?             | ?                         |
| GeForce 7950 GT                 | 2006년 9월 6일 (PCIe) 2007년 4월 2일 (AGP)         | G71     | TSMC 90 nm  | 278               | 196             | AGP 8x PCIe x16      | 550                       | 700                             | 24:8:24:16    | 13,200                          | 8,800                        | 13,200                          | 1,100                       | 512                 | 44.8                        | GDDR3         | 256              | 13.2          | 90                        |
| GeForce 7950 GX2                | 2006년 6월 5일                                     | 2x G71  | TSMC 90 nm  | 278               | 196             | PCIe x16             | 500                       | 600                             | 2x 24:8:24:16 | 24,000                          | 16,000                       | 24,000                          | 2000                        | 2x 512              | 2x 38.4                     | GDDR3         | 256              | 24            | 136                       |
| 모델                            | 출시                                               | 암호명  | 공정 (nm)   | 트랜지스터 (백만) | 다이 크기 (mm2) | 버스 인터페이스      | 코어 클럭 (MHz)           | 메모리 클럭 (MHz)               | 코어 구성     | MOperations/s                   | MPixels/s                    | MTexels/s                       | MVertices/s                 | 크기 (MB)           | 대역폭 (GB/s)               | 버스 유형     | 버스 너비 (비트) | 성능 (GFLOPS) | TDP (와트)                |
| 모델                            | 출시                                               | 암호명  | 공정 (nm)   | 트랜지스터 (백만) | 다이 크기 (mm2) | 버스 인터페이스      | 코어 클럭 (MHz)           | 메모리 클럭 (MHz)               | 코어 구성     | 필레이트                        | 필레이트                     | 필레이트                        | 필레이트                    | 메모리              | 메모리                      | 메모리        | 메모리           | 성능 (GFLOPS) | TDP (와트)                |

1. 1 2  픽셀 셰이더: 정점 셰이더: 텍스처 매핑 유닛: 렌더 출력 장치

### 기능 목록
| 모델                       | 기능                   | 기능               | 기능                              | 기능     | 기능          |
| 모델                       | 감마 보정 안티앨리어싱 | 64비트 OpenEXR HDR | 스케일러블 링크 인터페이스 (SLI)  | 터보캐시 | 듀얼 링크 DVI |
| -------------------------- | ---------------------- | ------------------ | --------------------------------- | -------- | ------------- |
| GeForce 7100 GS            | 아니요                 | 아니요             | 예 (PCIe만 해당, SLI 브리지 없음) | 예       | 아니요        |
| GeForce 7200 GS            | 예                     | 예                 | 아니요                            | 예       | 아니요        |
| GeForce 7300 SE            | 예                     | 예                 | 아니요                            | 예       | 아니요        |
| GeForce 7300 LE            | 예                     | 예                 | 아니요                            | 예       | 아니요        |
| GeForce 7300 GS            | 예                     | 예                 | 예 (PCIe만 해당)                  | 예       | 아니요        |
| GeForce 7300 GT            | 예                     | 예                 | 예 (PCIe만 해당, SLI 브리지 없음) | 아니요   | 포트 1개      |
| GeForce 7600 GS            | 예                     | 예                 | 예 (PCIe만 해당)                  | 아니요   | 포트 1개      |
| GeForce 7600 GT            | 예                     | 예                 | 예 (PCIe만 해당)                  | 아니요   | 포트 1개      |
| GeForce 7600 GT (80 nm)    | 예                     | 예                 | 예                                | 아니요   | 포트 1개      |
| GeForce 7650 GS (80 nm)    | 예                     | 예                 | 예 (OEM 디자인에 따라 다름)       | 아니요   | 포트 1개      |
| GeForce 7800 GS            | 예                     | 예                 | 아니요                            | 아니요   | 포트 1개      |
| GeForce 7800 GT            | 예                     | 예                 | 예                                | 아니요   | 포트 1개      |
| GeForce 7800 GTX           | 예                     | 예                 | 예                                | 아니요   | 포트 1개      |
| GeForce 7800 GTX 512       | 예                     | 예                 | 예                                | 아니요   | 포트 1개      |
| GeForce 7900 GS            | 예                     | 예                 | 예 (PCIe만 해당)                  | 아니요   | 포트 2개      |
| GeForce 7900 GT            | 예                     | 예                 | 예                                | 아니요   | 포트 2개      |
| GeForce 7900 GTO           | 예                     | 예                 | 예                                | 아니요   | 포트 2개      |
| GeForce 7900 GTX           | 예                     | 예                 | 예                                | 아니요   | 포트 2개      |
| GeForce 7900 GX2 (GTX Duo) | 예                     | 예                 | 예                                | 아니요   | 포트 2개      |
| GeForce 7950 GT            | 예                     | 예                 | 예 (PCIe만 해당)                  | 아니요   | 포트 2개      |
| GeForce 7950 GX2           | 예                     | 예                 | 예                                | 아니요   | 포트 2개      |

## 지포스 Go 7 시리즈
엔비디아는 데스크톱 시장뿐만 아니라 지포스 7 시리즈로 노트북 시장도 공략했다.
기능
표준 지포스 7 시리즈 기능 외에 지포스 Go 7 시리즈는 다음 고급 기능을 지원한다.
- Extreme HD
- PowerMizer Mobile
- MXM 그래픽 모듈
- 하이다이내믹레인지 렌더링
- UltraShadow II
- CineFX 4.0 엔진
- 엔비디아 퓨어비디오 HD

지포스 Go 7 GPU 시리즈 라인업
지포스 Go 7 GPU 시리즈 라인업은 다음 모델로 구성된다.
- GeForce Go 7950
- GeForce Go 7900
- GeForce Go 7800
- GeForce Go 7700
- GeForce Go 7600
- GeForce Go 7400
- GeForce Go 7300
- GeForce Go 7200
- GeForce 7150M / nForce 630M
- GeForce 7000M / nForce 610M

### 지포스 Go 7 (Go 7xxx) 시리즈
노트북용 지포스 Go 7 시리즈 아키텍처.
- 1 정점 셰이더: 픽셀 셰이더: 텍스처 매핑 유닛: 렌더 출력 장치
- 2 그래픽 카드는 터보캐시를 지원하며, 굵게 표시된 메모리 크기는 총 메모리(그래픽 + 시스템 RAM)를 나타내고, 그렇지 않은 경우 그래픽 RAM만 나타낸다.

| 모델                | 출시           | 암호명   | 공정 (nm) | 버스 인터페이스   | 코어 클럭 (MHz) | 메모리 클럭 (MHz) | 코어 구성1 | 필레이트    | 필레이트      | 메모리                     | 메모리        | 메모리    | 메모리           | 지원되는 API 버전 | 지원되는 API 버전 | TDP (와트) | 기능                                                  |
| 모델                | 출시           | 암호명   | 공정 (nm) | 버스 인터페이스   | 코어 클럭 (MHz) | 메모리 클럭 (MHz) | 코어 구성1 | 픽셀 (GP/s) | 텍스처 (GT/s) | 크기 (MB)                  | 대역폭 (GB/s) | 버스 유형 | 버스 너비 (비트) | Direct3D          | OpenGL            | TDP (와트) | 기능                                                  |
| ------------------- | -------------- | -------- | --------- | ----------------- | --------------- | ----------------- | ---------- | ----------- | ------------- | -------------------------- | ------------- | --------- | ---------------- | ----------------- | ----------------- | ---------- | ----------------------------------------------------- |
| GeForce 7000M       | 2006년 2월 1일 | MCP67MV  | 90        | 하이퍼 트랜스포트 | 350             | 시스템 메모리     | 1:2:2:2    | 0.7         | 0.7           | 시스템 메모리에서 최대 256 | 시스템 메모리 | DDR2      | 64/128           | 9.0c              | 2.1               | 알 수 없음 |                                                       |
| GeForce 7150M       | 2006년 2월 1일 | MCP67M   | 90        | 하이퍼 트랜스포트 | 425             | 시스템 메모리     | 1:2:2:2    | 0.85        | 0.85          | 시스템 메모리에서 최대 256 | 시스템 메모리 | DDR2      | 64/128           | 9.0c              | 2.1               | 알 수 없음 |                                                       |
| GeForce Go 72002    | 2006년 1월     | G72M     | 90        | PCIe x16          | 450             | 700               | 3:4:4:1    | 0.45        | 1.8           | 64                         | 2.8           | GDDR3     | 32               | 9.0c              | 2.1               | 알 수 없음 | 투명도 안티앨리어싱                                   |
| GeForce Go 73002    | 2006년 1월     | G72M     | 90        | PCIe x16          | 350             | 700               | 3:4:4:2    | 0.7         | 1.4           | 128, 256, 512              | 5.60          | GDDR3     | 64               | 9.0c              | 2.1               | 알 수 없음 | 투명도 안티앨리어싱                                   |
| GeForce Go 74002    | 2006년 1월     | G72M     | 90        | PCIe x16          | 450             | 900               | 3:4:4:2    | 0.9         | 1.8           | 64, 256                    | 7.20          | GDDR3     | 64               | 9.0c              | 2.1               | 알 수 없음 | 투명도 안티앨리어싱                                   |
| GeForce Go 7600     | 2006년 3월     | G73M     | 90        | PCIe x16          | 450             | 1000              | 5:8:8:8    | 3.6         | 3.6           | 256, 512                   | 16            | GDDR3     | 128              | 9.0c              | 2.1               | 알 수 없음 | 스케일러블 링크 인터페이스 (SLI), 투명도 안티앨리어싱 |
| GeForce Go 7600 GT  | 2006           | G73M     | 90        | PCIe x16          | 500             | 1200              | 5:12:12:8  | 4           | 6             | 256                        | 19.2          | GDDR3     | 128              | 9.0c              | 2.1               | 알 수 없음 | 스케일러블 링크 인터페이스 (SLI), 투명도 안티앨리어싱 |
| GeForce Go 7700     | 2006           | G73-N-B1 | 80        | PCIe x16          | 450             | 1000              | 5:12:12:8  | 3.6         | 5.4           | 512                        | 16            | GDDR3     | 128              | 9.0c              | 2.1               | 알 수 없음 | 스케일러블 링크 인터페이스 (SLI), 투명도 안티앨리어싱 |
| GeForce Go 7800     | 2006년 3월 3일 | G70M     | 110       | PCIe x16          | 400             | 1100              | 6:16:16:8  | 3.2         | 6.4           | 256                        | 35.2          | GDDR3     | 256              | 9.0c              | 2.1               | 35         | 스케일러블 링크 인터페이스 (SLI), 투명도 안티앨리어싱 |
| GeForce Go 7800 GTX | 2005년 10월    | G70M     | 110       | PCIe x16          | 400             | 1100              | 8:24:24:16 | 6.4         | 9.6           | 256                        | 35.2          | GDDR3     | 256              | 9.0c              | 2.1               | 65         | 스케일러블 링크 인터페이스 (SLI), 투명도 안티앨리어싱 |
| GeForce Go 7900 GS  | 2006년 4월     | G71M     | 90        | PCIe x16          | 375             | 1000              | 7:20:20:16 | 6           | 7.5           | 256                        | 32.0          | GDDR3     | 256              | 9.0c              | 2.1               | 20         | 스케일러블 링크 인터페이스 (SLI), 투명도 안티앨리어싱 |
| GeForce Go 7900 GTX | 2006년 4월     | G71M     | 90        | PCIe x16          | 500             | 1200              | 8:24:24:16 | 8           | 12            | 256 512                    | 38.4          | GDDR3     | 256              | 9.0c              | 2.1               | 45         | 스케일러블 링크 인터페이스 (SLI), 투명도 안티앨리어싱 |
| GeForce Go 7950 GTX | 2006년 10월    | G71M     | 90        | PCIe x16          | 575             | 1400              | 8:24:24:16 | 9.2         | 13.8          | 512                        | 44.8          | GDDR3     | 256              | 9.0c              | 2.1               | 45         | 스케일러블 링크 인터페이스 (SLI), 투명도 안티앨리어싱 |

## 지원 중단
엔비디아는 지포스 7 시리즈에 대한 드라이버 지원을 중단했다. 지포스 7 시리즈는 윈도우 2000 운영 체제를 지원하는 마지막 시리즈이다. 후속 지포스 8 시리즈는 윈도우 XP 이상만 지원한다(윈도우 8 드라이버는 윈도우 10도 지원한다).
- 윈도우 2000: 2006년 5월 17일 출시된 94.24; 다운로드
- 윈도우 XP 32-비트 & 미디어 센터 에디션: 2013년 2월 25일 출시된 307.83; 다운로드
- 윈도우 XP 64-비트: 2013년 2월 25일 출시된 307.83; 다운로드
- 윈도우 비스타, 7 & 8 32-비트: 2015년 2월 24일 출시된 309.08; 다운로드
- 윈도우 비스타, 7 & 8 64-비트: 2015년 2월 24일 출시된 309.08; 다운로드

## 같이 보기
- 지포스 6 시리즈
- 지포스 8 시리즈
- PCI 익스프레스
- 플레이스테이션 3